# آنا موراندي مانزوليني
آنا موراندي مانزوليني (21 يناير 1714 - 9 يوليو 1774) عالمة تشريح معروفة عالميًا، صممت نماذج تشريحية من الشمع وكانت محاضِرة في التصميم التشريحي في جامعة بولونيا.

## حياتها
ولدت موراندي في عام 1714 في بولونيا، إيطاليا. ونشأت في منزل تقليدي كان فيه الزواج والأطفال ونمط الحياة المنزلية خيارات طبيعية للنساء. إذ تُوّقع من النساء أن يصبحن زوجات ويربين أطفالهن ويهتممن باحتياجات أزواجهن ورغباتهم بشكل أساسي. لم يكن هذا هو الحال بالنسبة لآنا موراندي. إذ أصبحت زوجة وأنجبت أطفالًا، لكنها بدلًا من الاعتناء باحتياجات زوجها ورغباته، عملت معه جنبًا إلى جنب. تزوجت موراندي من حبيب طفولتها، جيوفاني مانزوليني، أستاذ التشريح في جامعة بولونيا في عام 1736. كان عمرها 20 عامًا وعمره 24 عامًا. وبعد خمس سنوات من الزواج أصبحت أمًا لستة أطفال.
افتتح جيوفاني مانزوليني استوديو في منزلهما لتمارس آنا عملها. لم يكن الاستوديو مخصصًا للفن فحسب، بل أصبح أشبه «بمدرسة» ومختبر تشريح لكليهما. عمل الزوجان معًا في تشريح الجثث وألمّا بتفاصيل الجسم البشري، وتمكنا بخبرة جيوفاني في علم التشريح وقدرات آنا الفنية، من نحت قطع مذهلة من خلال إعادة تشكيل التشريح البشري. قاما بتدريس عدد كبير من طلاب الطب، إذ كان لديهما إمكانية الوصول إلى العديد من أعضاء الجسم والجثث. سرعان ما أصبح جيوفاني وآنا معروفين جيدًا في جميع أنحاء العالم، ليس فقط في بولونيا ولكن أيضًا في إيطاليا ككل، حيث أنه مع حلول أوائل خمسينيات القرن الثامن عشر، اعتُرف بالزوجين محليًا ودوليًا.
توفي جيوفاني في عام 1755، تاركًا آنا وطفليها دون دعم يُعتمد عليه. ونتيجة لذلك، اضطرت آنا إلى وضع طفل واحد، جوزيف، في دار للأيتام. تلقت بعد ذلك عروض عمل مغرية من جامعات أخرى، لكنها فضلت البقاء في مدينتها الأصلية، بولونيا. مُنحت بعد مناشدتها بابا الكنيسة وخضوعها لتقييم صارم من مجلس شيوخ بولونيا، مبلغًا سنويًا صغيرًا قدره 300 ليرة كدعم لها. بالإضافة إلى ذلك، حصلت على وظيفة في جامعة بولونيا كمعيدة في مادة التشريح مع تسهيل وصولها إلى الجثث من مستشفى بولونيا.
أثرت آنا موراندي مانزوليني على ثقافة مدينة بولونيا في القرن الثامن عشر من خلال منهج فني وعلمي. فأعادت الحياة إلى علم التشريح البشري وسمحت للعديد من المتفرجين بالتعلم والاستمتاع بأعمالها التشريحية. جاء السياح وخاصة الممارسين الطبيين، من جميع أنحاء العالم لرؤية عملها.
توفيت موراندي في مدينة بولونيا في عام 1774، عن عمر ناهز 60.

## مسيرتها المهنية
انتشرت المعرفة بموهبة آنا في تشكيل النماذج التشريحية في جميع أنحاء أوروبا، ودعيت إلى بلاط كاثرين الثانية ملكة روسيا بالإضافة إلى بلاطات ملكية أخرى، وأصبح ذلك نقطة تحول رئيسة في حياتها. في سبيل أن تتعلم آنا علم التشريح، كان عليها أن تشرّح الجثث، وهذا ما صَعُب عليها بدايةً، لكنها تغلبت على مخاوفها. شجعت إنجازات آنا زوجها جيوفاني وجعلته يعود إلى عمله مرة أخرى. اعترف العديد من الفنانين والمثقفين وعلماء التشريح في أوروبا بالزوجين مانزوليني كفريق. حصلت آنا على إذن خاص لإلقاء محاضرة بدلًا من زوجها عندما أصيب بمرض السل، وعيّنها معهد بولونيا كمحاضِرة في علم التشريح بعد وفاة زوجها في عام 1755.

## أعمالها
تشاركت آنا مع زوجها في عمله، ومن ثم تفوقت عليه في المهارة والسمعة بعد وفاته في عام 1755 من ناحية المعرفة العلمية بتشريح الجسم البشري وكذلك في الإظهار الدقيق للتشريح من خلال نحت الشمع. نقلت آنا من خلال محاضراتها الشهيرة التي ألقتها في المنزل أمام الممارسين الطبيين وكبار السائحين على حد سواء، حول علم التشريح، معرفة خبيرة بالتشريح التجريبي استمدتها من تشريح أكثر من 1000 جثة بتجربتها الخاصة، إضافة إلى الاكتشافات التشريحية التي قام بها الزوجان سويًا والتي اكتشفتها آنا لوحدها. أظهرت آنا بوضوح، البنية الرائعة للجسم البشري من الناحية النظرية والعملية.
نحتت آنا أيضًا تمثالين نصفيين من الشمع، كلاهما معروض حاليًا في بالاتزو بوجي في بولونيا. إحدى التمثالين عبارة عن بورتريه شخصي تصوّر فيه نفسها وهي تعمل على تشريح دماغ بشري؛ والآخر لزوجها منخرط في عمل مماثل. نالت نماذج آنا الشمعية قيمة كبيرة في أثناء حياتها وبعد فترة طويلة من وفاتها. شُكّلت بعض من نماذجها التشريحية بمهارة شديدة وكان من الصعب تمييزها عن أجزاء الجسم الفعلية التي نُسخت عنها. علاوة على ذلك، أدت مهارتها الدقيقة في التشريح إلى اكتشاف العديد من الأجزاء التشريحية غير المعروفة سابقًا، بما في ذلك نهاية العضلة المائلة للعين. تميزت بكونها أول شخص يعيد إنتاج أجزاء الجسم الدقيقة بالشمع، بما في ذلك الأوعية الشعرية والأعصاب.